# Atísa
Atísa Dípamkara Srídzsnyána (szanszkrit: अतिश दीपङ्कर श्रीज्ञान, kínai: 燃燈吉祥智, pinjin: Rándēng Jíxiángzhì, 982–1054) buddhista tanító volt a bengáli Pála Birodalomban. A mahájána és a vadzsrajána buddhizmus ázsiai terjesztésének az egyik legjelentősebb alakja volt a 11. században, aki hatással volt a buddhista gondolkodás fejlődésére Tibettől egészen Szumátra szigetéig. Őt tartják a tibeti buddhista szarma iskolák legfőbb alakjának.

## Élete
Nág-cso kínai fordító, a Nyolcvan magasztaló vers-ben azt írja, hogy Atísa Za-horban született (a délkelet-bengáli Bikrampur, Banglades mai fővárostól, Dakkától 12 km-re) hercegi családba. A család palotáját úgy nevezték, hogy az "Arany Lobogó palota", apját Kaljanasrinak, anyját Sriprabhavatinak hívták. Atísa akkori neve Csandragarbha volt.
A buddhista történetírás szerint, Gautama Buddhához hasonlóan Atísa fiatalkori évei hatalmas pompában teltek. Csodagyereknek tartották, aki rendkívül kedvesen bánt a palota szolgálóival és kissé távolságtartó a családtagjaival és a gazdag udvari népekkel. Kiváló oktatásban részesült, mindenféle tudományt elsajátított magas fokon és számos szöveg tanulmányozásával szert tett a különböző szentiratok ismeretére is. Idővel a mahájána, a hínajána és a vadzsrajána mesterévé vált, de remekül ismerte a tantrikus hinduizmust és más, a korra jellemző népszerű vallást és filozófiát is.
Szüleit úgy győzte meg, hogy engedjék spirituális útra, hogy ha nem azt választaná és velük maradna, akkor csak ebben az életben lehetnének együtt, többet nem. Végül 29 éves korában állt be szerzetesnek és ekkor kapta a Dípamkara Srídzsnyána nevet, amelynek jelentése "akinek a mély tudatossága olyan mint a lámpa". 31 éves korában Szumátrára utazott és tizenkét évig tanult Szuvarnadvipi Dharmakírtitől, bódhicsitta mestertől.
Szumátra után visszatért Indiába, ahol filozófiai és vitázó készségei révén jelentős hírnévre tett szert és a kor egyik legjelentősebb iskolájának, a Vikramasíla buddhista egyetemnek a tanára lett. A buddhista kultúra és a dharma gyakorlata ekkoriban virágzott ebben a régióban, amelyhez Atísa jelentősen hozzájárult.
Tibetben a buddhizmus még kezdetleges szinten volt, amikor – a Kék Annálék szerint – Lha Lama Jese Öd, az új nyugat-tibeti király tudósokat küldött Indiába, hogy fordítsanak le fontos buddhista szövegeket. A tudósok közé tartozott Nagco, aki később tanult a Vikramasíla egyetemen. Ő kérte meg Atísát, hogy menjen vele Tibetbe tanítani a dharmát.
Tibet Ngari nevű területén élt és ott írta élete legjelentősebb művét, a Megvilágosodás ösvényének lámpása című könyvet.
Atísa 1052-ben halt meg, 72 éves korában egy Lhásza melletti faluban, Lethan-ban. Hamvait elszállították a bangladesi Dakka városába 1978-ban.

## Írásai
Atísa legfontosabb könyvei:
- Bódhipathapradípa – tibeti: Byang-chub lam-gyi sgron-ma
- Csarya-szanggraha-pradipa
- Szatja-dvajavatara
- Bodhi-szattva-manjavali
- Madhjamaka-ratna-pradipa
- Mahájána-patha-szadhana-szanggraha
- Siksza-szamuccsaja Abhiszamja
- Pradzsnyá-páramitá-pindartha-pradipa
- Ekavira-szadhana
- Vimala-ratna-lekha